# Марко Дмитрович
Марко Дмитрович (серб. Марко Дмитровић / Marko Dmitrović, нар. 24 січня 1992, Суботиця) — сербський футболіст, воротар клубу «Севілья».
Виступав, зокрема, за клуби «Црвена Звезда» та «Уйпешт», а також національну збірну Сербії.

## Клубна кар'єра
Народився 24 січня 1992 року в місті Суботиця. Вихованець футбольної школи клубу «Црвена Звезда». Тренер Роберт Просинечки перевів його в основний склад клубу, з липня 2010 року Марко Дмитрович регулярно потрапляв у заявку команди на матчі внутрішніх і міжнародних змагань. Однак за першу команду «Црвени Звезди» не зіграв.
3 вересня 2013 року перейшов в угорський клуб «Уйпешт». Дебютував у професійному матчі 1 березня 2014 року у грі чемпіонату проти «Гонведа». До кінця сезону зіграв у 12 матчах, а його команда ледве уникнула вильоту.
У наступному сезоні втратив місце у воротах і на початку 2015 року перейшов в англійський «Чарльтон Атлетик». Дебютував за клубі 24 січня у матчі проти «Вулвергемптон Вондерерз», проте і в цій команді основним воротарем не став, тому у липні 2015 року відданий в оренду в іспанський «Алькоркон», а 1 липня 2016 року став повноцінним гравцем іспанської команди, перейшовши туди на правах вільного агента. В обох сезонах сербський воротар був безсумнівно основним гравцем команди, зігравши 38 і 41 матч у Сегунді відповідно.
23 червня 2017 року Дмитрович перейшов в «Ейбар». Дебютував у іспанській Ла-Лізі 21 серпня в матчі проти «Малаги» (1:0), ставши відразу основним воротарем команди. У першому ж сезоні допоміг команді зайняти 9-те місце у чемпіонаті, найвище в історії клубу, а сам Дмитрович був визнаний найкращим гравцем клубу у сезоні. Станом на 23 квітня 2018 року відіграв за клуб з Ейбара 34 матчі в національному чемпіонаті.

## Виступи за збірні
2010 року дебютував у складі юнацької збірної Сербії, взяв участь у 9 іграх на юнацькому рівні.
Протягом 2010—2015 років залучався до складу молодіжної збірної Сербії. На молодіжному рівні зіграв у 18 офіційних матчах, пропустив 20 голів. Був учасником молодіжного чемпіонату Європи 2015 року, на якому зіграв у всіх трьох матчах, але збірна не вийшла в плей-оф.
14 листопада 2017 року дебютував в офіційних іграх у складі національної збірної Сербії в товариському матчі проти Південної Кореї. 
У травні 2018 року він був включений в попередній список збірної на чемпіонат світу 2018 року в Росії. Згодом увійшов до остаточної заявки збірної, щоправда як один з дублерів досвідченішого Владимира Стойковича.
| Дата       | Місто  | Господарі      | Результат | Гості   | Турнір           | Голи | Примітки |
| ---------- | ------ | -------------- | --------- | ------- | ---------------- | ---- | -------- |
| 14-11-2017 | Ульсан | Південна Корея | 1 – 1     | Сербія  | товариський матч | -1   | 46'      |
| 23-3-2018  | Турин  | Сербія         | 1 – 2     | Марокко | товариський матч | -2   |          |
| Усього     |        | Матчів         | 2         |         | Голів            | -3   |          |

## Досягнення
«Уйпешт»
- Володар Кубку Угорщини: 2013/14
- Володар Суперкубка Угорщині: 2014

«Севілья»
- Володар Ліги Європи: 2022/23